# ロバート・ウォルドーフ・ラブレス
ロバート・ウォルドーフ・ラブレス（Robert Waldorf Loveless、1929年1月2日 - 2010年9月2日）は、アメリカ合衆国のナイフメーカーである。一般にはボブ・ラブレスまたはR.W.ラブレスとして知られている。
アバクロンビー&フィッチの顧客であったアーネスト・ヘミングウェイに高く評価され3本のナイフを最後のアフリカ旅行に持っていった（ヘミングウェイはそれらのナイフを現地の案内人や知り合った子供に与えている）ほか、ウィリアム・ホールデンは直接ラブレスの元を訪れて発注した。

## 略歴
- 1929年1月2日 - オハイオ州で生まれた。
- 1953年12月 - 船員をやっていた時にロープを素早く切る必要性からナイフを購入しようと考え、「トゥルー・マガジン」誌を読んだところワイアット・ブラッシングが書いたランドールについて褒める記事があり、ランドールを購入しようとニューヨークのアバクロンビー&フィッチを訪問したが、目的のナイフは9ヶ月待ちであると告げられ、また店員の態度が横柄であったため自分で作ることにし、ニュージャージー州ニューアークの解体屋でたまたま従業員に薦められた1937年製パッカードの後輪の板バネから最初の刃物を3週間（実作業時間約70時間ほど）で作った。
- 1954年春 - 自作のナイフをアバクロンビー&フィッチに持ち込んだところ、その出来の良さから同店フロアマネージャーで刃物職人のパット・デブリンが注文を出し、3-4週間で3本のナイフを製作し1本14ドルで卸したが、土曜日9時に店頭に並べたところ昼までに売り切れた。事情を知らなかったラブレスが3ヶ月ほど後に同店を訪れ、更に1グロス（12ダース＝144本）の注文を持ちかけられたが、当時「洗濯機のモーターに砥石を取り付けた」設備しかなかったため半グロス（72本）の注文を1本20ドル7セントで受け、この注文を元に銀行で1000ドルを借り、設備を整え6週間で納品した。鋼材は当初ジュサブ139Bを使用した。
この注文の際に従来ナイフ製作の主流であり大掛かりな設備の要る鍛造でなく、板材を切って原型を作りヤスリで整形するストック&リムーバル法を考案した。現在この方法はナイフ製造方法の主流を占めるようになっている。
- 1972年頃 - 154CMやATS-34など、当時ナイフ界では使用されていなかったステンレススチールを使用するようになった。
- 2010年9月2日未明(現地時間) - 自宅にて逝去。(満81歳没)

現在は最後のナイフ制作のパートナーであったジム・メリットが遺族との協議の後、ロゴマークを変更してバックオーダー分のナイフを制作している。

## 逸話・思想
2度目のアバクロンビー&フィッチからの注文に際して冶金学の本を読み漁ったが、マイスターから教えを受けたことは無い独学だという。ただジェサブ・カンパニーの鋼材カタログを手に入れ調べた際に、139Bの耐摩耗性や耐衝撃性の高さにひらめきを得て、これがハンティングナイフの素材に適していると考え、採用した。
ナイフを作る上で、いかにデザインするかを最重要視している。その上で、「日本人は視覚に訴えることが上手」と評しており、日本製品に学ぶことは多いとみなしている。また常に良いナイフを作るために学ぶことを重要視していた。
「自分のナイフ作りに隠すことは何も無い」として、教えを請われた時には詳細に制作方法を教えていた。それは工業用の鋼材よりはどうしても使用量が少なく、小ロット生産になって高価になってしまう刃物用鋼材を、作り方を普及させて多くの人がその鋼材を注文するようにすることで鋼材の必要量を増やして生産ロット数を上げ、購入費用を安価にするという目的もあった。
「良いナイフ」とは直感的に「持つといい気持ちがするもの」としており、心理学者が言うところの筋肉運動知覚（Kinesthetic）だと表現している。見た目がよく、形や色も魅力的なナイフはよく売れるという。なお自身が作ったナイフはすべて1-2時間は試し切りをしてみるとのことで、専ら熱処理の段階で問題の出たナイフはスクラップにしているが、過去には「ひどい材質の鋼材」をつかまされたこともあり、約400ポンドはスクラップにしたこともあるという。
エッジ以外に角は作らないこととしており、握りやすいようにハンドルには丸みを持たせている。「制作したナイフを見てほしい」と見せに来た日本人に対し、「よく出来ていて、これは私自身でも作れないが、残念なことにハンドルに角がある」と自身の腕にその角をこすりつけて血を滲ませてレクチャーしたこともあった。
ナイフのハンドル材を固定するボルトには皿ビスとワッシャー、ナットを組合せたものでラブレスが発案し、その名を冠した「ラブレスボルト」が存在する。
また、ウエットフォーム（革を濡らして型をつけシースを作る方法）でポーチ型シースを作り出した。
自身のナイフ制作以外でもカスタムナイフ業界の親交・技術の交換と相互公開、知識の普及を目的としたザ・ナイフメーカーズ・ギルドを発足させ、日本にも同様にジャパンナイフギルドの結成を提唱し、初代会長に就任している。
自身の製作するナイフについては「実用品」であることを重視している。一方、有名人にも顧客が多い「ラブレスのナイフ」（ブランドとしての）だが、彼自身はそのことについて「あまり触れたくない」とすら述べており、むしろアウトドアで実際に使ってくれるユーザーに売りたいとしている。その根底には、ナイフこそが人間が考え出した最高の道具だという考えもあり、誰かの役に立つナイフが作れたという達成感に「病み付きに」なっているともいい、そのためなら自身が無名であろうとも、きっとナイフを作り続けるだろうという。

## 関連
- 相田義人(弟子)